# Giria pectinicornis
Giria pectinicornis là một loài bướm đêm trong họ Noctuidae.